# 凱爾斯巴赫河 (舊多瑙河支流)
48°48′25.59″N 11°41′24.15″E / 48.8071083°N 11.6900417°E

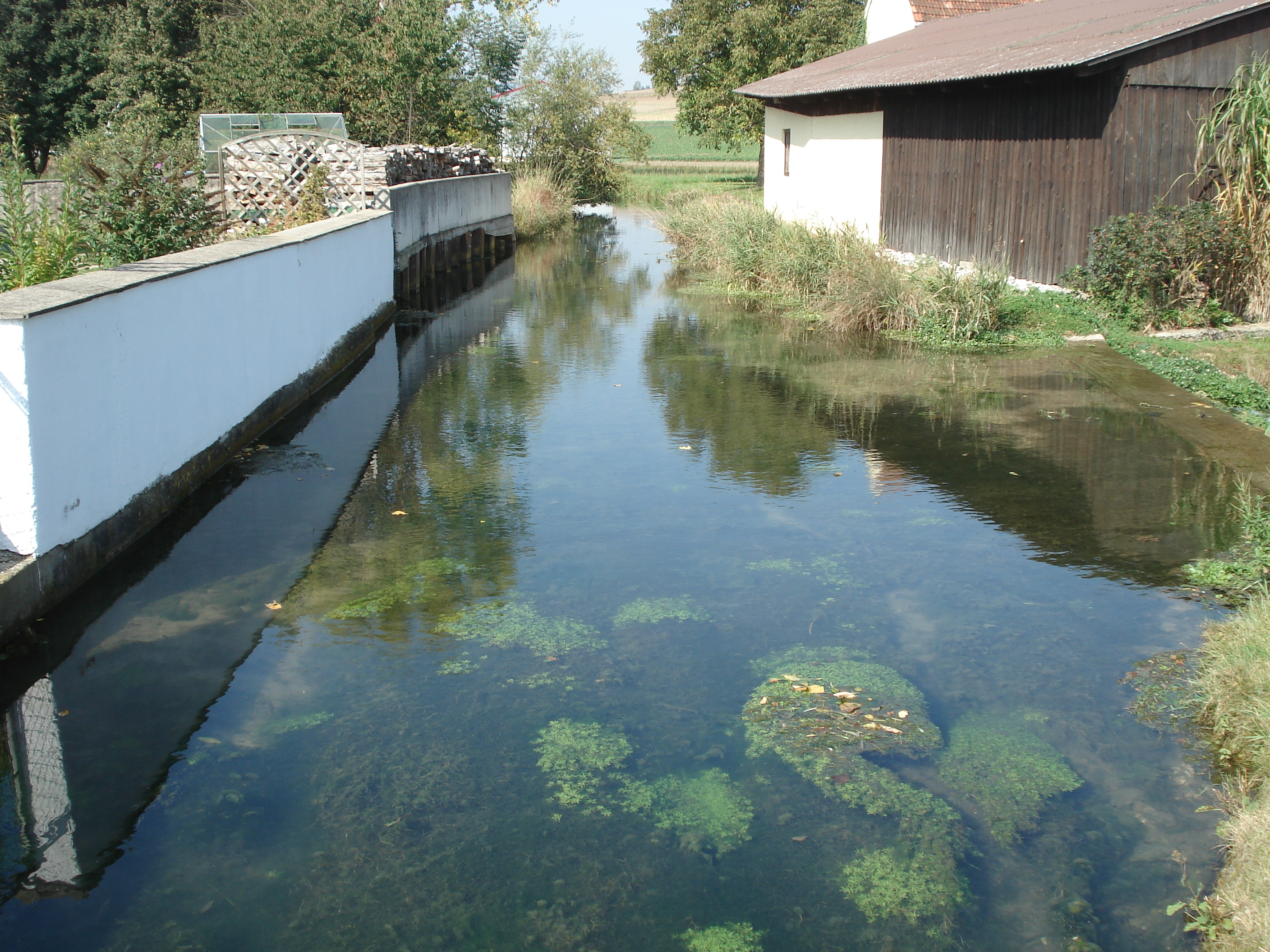

凱爾斯巴赫河（德語：Kelsbach），是德國的河流，位於該國東南部，由巴伐利亞負責管轄，屬於舊多瑙河的左支流，河道全長14.8公里，流經艾希施泰特縣，河口處在普弗靈。